# Кюссе-ле-Форж
Кюссе́-ле-Форж (фр. Cussey-les-Forges) — коммуна во Франции, находится в регионе Бургундия. Департамент коммуны — Кот-д’Ор. Входит в состав кантона Грансе-ле-Шато-Нёвель. Округ коммуны — Дижон.
Код INSEE коммуны — 21220.

## Население
Население коммуны на 2010 год составляло 137 человек.
| 1962 | 1968 | 1975 | 1982 | 1990 | 1999 | 2010 |
| ---- | ---- | ---- | ---- | ---- | ---- | ---- |
| 197  | 177  | 128  | 109  | 112  | 115  | 137  |

## Экономика
В 2010 году среди 82 человек трудоспособного возраста (15—64 лет) 61 были экономически активными, 21 — неактивными (показатель активности — 74,4 %, в 1999 году было 71,4 %). Из 61 активных жителей работали 55 человек (32 мужчины и 23 женщины), безработных было 6 (3 мужчин и 3 женщины). Среди 21 неактивных 2 человека были учениками или студентами, 13 — пенсионерами, 6 были неактивными по другим причинам.